# Syakir Sulaiman
Syakir Sulaiman (sinh ngày 30 tháng 9 năm 1992) là cựu cầu thủ bóng đá người Indonesia thi đấu ở vị trí tiền vệ tấn công.

## Sự nghiệp
Sau vài lần thi đấu ở Indonesian Super League và các câu lạc bộ tại Liga 1, anh ký hợp đồng với đội bóng mới lên hạng Aceh United tại Liga 2 2018. Ngày 13 tháng 5 năm 2018, anh lập cú hattrick khi Aceh United đá sân khách trước Persita Tangerang.

## Danh hiệu

### Danh hiệu cá nhân
- Indonesia Super League Rookie of the Year (1): 2013